# 정우일 (1898년)
정우일(丁又一, 1898년 3월 19일 의성 - 1960년)은 대한민국의 정치인이다.

## 약력
- 의성공립보통학교 입학
- 의성공립간이농업학교 졸업
- 대구사립계성중학교 3학년 수료
- 조선야소교장로회 의성교회장로
- 의성금융조합평의원
- 의성군 의성읍장

## 역대 선거 결과
|  | 28.75% |

|  | 4.29% |

## 참고자료
- 《대한민국 의정총람》, 국회의원총람발간위원회, 1994년